# Александровский сельсовет (Коммунистический район)
Александровский сельсовет — упразднённая административно-территориальная единица, существовавшая на территории Московской губернии и Московской области до 1939 года.
Александровский сельсовет был образован в первые годы советской власти. По данным 1918 года он входил в состав Рогачёвской волости Дмитровского уезда Московской губернии.
По данным 1926 года в состав сельсовета входили деревни Александрово и Игнатово-Копытово.
В 1929 году Александровский с/с был отнесён к Дмитровскому району Московского округа Московской области.
27 февраля 1935 года Александровский с/с был передан в Коммунистический район.
17 июля 1939 года Александровский с/с был упразднён. При этом его территория (селения Александрово и Копытово) была передана в Кочергинский с/с.